# Aeropuerto de La Macarena
El Aeropuerto La Macarena (IATA: LMC, OACI: SKNA), también conocido como el Aeropuerto Javier Noreña Valencia, es un aeropuerto de carácter regional el cual le brinda servicio a La Macarena (Meta) en Colombia.

## Aerolíneas y destinos

### Pasajeros
| Aerolíneas | Destinos                                      |
| ---------- | --------------------------------------------- |
| Clic Air   | Medellín–Olaya Herrera                        |
| SATENA     | Bogotá, Medellín–Olaya Herrera, Villavicencio |

### Destinos nacionales
Se ofrece servicio a 2 destinos nacionales a cargo de 2 aerolíneas.
| Ciudad                           | Nombre del aeropuerto    | Aerolíneas        | Aeronaves         | Frecuencias semanales |
| Colombia                         | Colombia                 | Colombia          | Colombia          | Colombia              |
| -------------------------------- | ------------------------ | ----------------- | ----------------- | --------------------- |
| Bogotá                           | Terminal Puente Aéreo    | SATENA            | AT46              | 3                     |
| Medellín                         | Aeropuerto Olaya Herrera | Clic Air / SATENA | AT46 / AT45, AT46 | 5                     |
| Villavicencio                    | Aeropuerto Vanguardia    | SATENA            | B190              | 2                     |
| Total: 2 aerolíneas, 3 destinos. |                          |                   |                   |                       |

## Aerolíneas que cesaron operación

### Aerolíneas operativas
- Satena
  - Villavicencio / Aeropuerto Vanguardia

## Aeropuertos cercanos
Ordenados por cercanía a 200 km a la redonda:
- San Vicente del Caguán: Aeropuerto Eduardo Falla Solano (109 km)
- San José del Guaviare: Aeropuerto Jorge Enrique González (135 km)
- Neiva: Aeropuerto Benito Salas (188 km)

## Accidentes
- El 19 de agosto de 2019 un avión Embraer EMB 120 con matrícula HK-4973 de la aerolínea SARPA excursionó fuera de la pista durante el aterrizaje, quedando su tren delantero enterrado en terreno blando. No se presentaron heridos de gravedad. La aeronave se encontraba cubriendo la ruta Bogotá-La Macarena.[2][3]